# Irina Meszynski
Irina Meszynski, verheiratete Winkler, (* 24. März 1962 in Berlin) ist eine ehemalige deutsche Leichtathletin, die – für die DDR startend – im Diskuswurf und als Judoka erfolgreich war.

## Leben
1979 wurde sie Junioreneuropameisterin, 1982 und 1986 nahm sie ohne Medaillenerfolg an den Europameisterschaften teil. 1987 erreichte sie bei der Universiade den vierten Platz. 1982 wurde sie DDR-Meisterin (67,84 m).
Aufgrund des DDR-Boykotts konnte sie bei den Olympischen Spielen in Los Angeles nicht starten. Aber am 17. August 1984 stellte sie in Prag mit der Weite von 73,36 m einen neuen Weltrekord auf. Damit belegte sie noch Ende 2012 Platz sechs der ewigen Weltbestenliste. Vier Jahre später erreichte sie bei der Qualifikation der DDR den vierten Platz und wurde daher nicht für die Olympischen Spiele in Seoul nominiert.
Irina Meszynski startete für den TSC Berlin, wo sie von Werner Goldmann trainiert wurde. In ihrer Wettkampfzeit war sie 1,76 m groß und 97 kg schwer. In den nach der Wende öffentlich gewordenen Unterlagen zum Staatsdoping in der DDR fand sich bei den gedopten Sportlerinnen auch der Name von Meszynski.
1984 wurde sie mit dem Vaterländischen Verdienstorden in Silber ausgezeichnet.
1989 wechselte sie zum Judo. Sie wurde 1990 die letzte DDR-Meisterin im Schwergewicht und Siebte bei der Europameisterschaft in Frankfurt am Main. Sie studierte Jura an der Humboldt-Universität Berlin und wurde Rechtsanwältin.

## Einsätze bei internationalen Höhepunkten im Einzelnen
- 1979, Junioreneuropameisterschaften: Platz 1 (55,80 – ungültig – 57,46 – 55,98 – 52,72 – 60,30 m)
- 1982, Europameisterschaften: Platz 8 (59,80 – 63,78 m – ungültig – 63,66 – ungültig – ungültig)
- 1986, Europameisterschaften: Platz 4 (ungültig – 63,14 – ungültig – 60,42 – 65,20 m – 65,12)